# Котигорошко

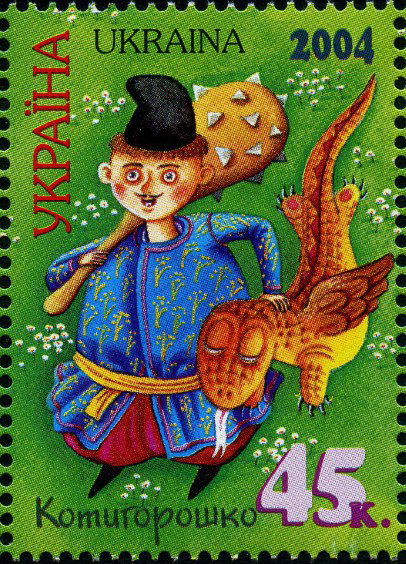
Поштова марка

Котигоро́шко (Покотигорошко) — герой однойменної української народної казки. Хлопчик надзвичайної сили, який народився від горошини та визволив власних братів і сестру з полону Змія. 

## Ім'я та походження образу
Ім'я Котигорошка пов'язане з горохом, бобовою культурою, яку вирощували від часів енеоліту народи, що населяли Передню Азію, прибережні землі Середземного та Чорного морів. Горох вважався символом життєдайної сили у сільськогосподарських суспільствах: врожайності, плодовитості худоби і процвітання господи. Зокрема, у слов'ян горох був невід'ємною частиною Різдвяного столу і шлюбних звичаїв, які пов'язувалися з народженням дітей.
Образ героя Котигорошка, як вважається у сучасній фольклористиці, сходить до початкового міфологічного індоєвропейського переказу про дивовижно народженого героя, котрий за допомогою могутньої зброї визволяє викрадену дівчину. На тому ж мотиві засновані численні казки (західно- та східноєвропейські, та ін.), що відносяться індексом Аарне-Томпсона-Утера до типу ATU 301, про "Три викрадені принцеси".  
Український фольклорист Віктор Давидюк розглядав Котигорошка як втілення сукупної сили своїх братів, які опинилися в полоні Змія. Тож Котигорошко виявляє надзвичайну силу ще до проходження головного випробування. Горох у цьому разі слугує втіленням людської сутності.

## Котигорошко у казках

Малюнок до казки «Котигорошко». Художник Аркадій Мільковицький

### Основний сюжет
Батько посилає шістьох синів орати поле, а доньку — віднести їм обід. Донька шукає братів, ідучи за проораною ними борозною, але Змій прокладає власну борозну, щоби заманити її до себе та ув'язнити — йому це вдається. Брати вирушають визволяти її, а Змій викликає їх на бій на залізний тік. Він перемагає усіх шістьох і також ув'язнює.
Їхня мати з'їдає горошину, що котилася повз, після чого народжує сина, котрого називає Котигорошком. Хлопчик швидко зростає, стає надзвичайно дужим і копаючи криницю добуває шматок заліза. Після цього він розпитує в батьків де його брати й сестра і дізнається про все. Батьки відмовляють його від пошуків, але Котигорошко несе залізо до коваля, щоб той виготовив зброю для боротьби проти Змія. Коваль виковує булаву, Котигорошко двічі підкидає її, випробовуючи на міцність. Першого разу зброя від падіння розламується, а після другого тільки гнеться. Взявши булаву, Котигорошко іде за борозною до Змієвого двору.
Сховавшись у Змієвому житлі, Котигорошко дожидається Змія. Той викликає його також битися на залізний тік і сам гине. Котигорошко забирає Змієві скарби та визволяє в'язнів, але не виказує, що він їхній брат. Дорогою додому він засинає, брати замислюють прив'язати Котигорошка ликом до дуба та сказати батькам, що це вони самі здолали Змія. Прибувши додому, брати дізнаються від батьків про Котигорошка. Той згодом вириває дуб із корінням і кидає його в хату. Після цього він покидає домівку.
Подорожуючи світом, Котигорошко зустрічає трьох чоловіків із незвичайною потугою: Вернигору, Вернидуба і Крутивуса. Вернигора вміє переміщувати гори, Вернидуб — виривати дуби голими руками, а Крутивус змушує воду розступатися. Вчотирьох вони дістаються до порожньої хатки в лісі, де спиняються на ніч.
У наступні три дні троє ідуть на полювання, а один лишається в хатці вартувати і варити їсти. Щоразу приходить маленький, проте могутній дідок, вимагаючи пересадити його через поріг. Вернигора, Вернидуб і Крутивус нешанобливо ставляться до дідка, той вішає вартового на цвяшок, з'їдає все наготоване і йде. Вартові не зізнаються в цьому, кажучи іншим, що заснули і не встигли зготувати їжу. Четвертого дня в хатці лишається сам Котигорошко. Він пересаджує дідка через поріг, але той намагається так само повісити його. Котигорошко затискує його бороду у розщепленому дубі. Дідок вириває дуба із землі й тікає.
Слід приводить до ями, в яку Вернигора, Вернидуб і Крутивус бояться спуститися. Вони в'яжуть мотузки, на яких Котигорошко і спускається в яму. На дні виявляється палац і царівна, що відмовляє Котигорошка від битви з дідком. Котигорошко все ж бореться з ним, убиває і забирає скарби разом із царівною. Його товариші витягають на поверхню три мішки коштовностей і царівну, а Котигорошка вирішують скинути. Той прив'язує замість себе камінь і коли його скидають, лишається неушкодженим.
Котигорошко захищає пташенят від грози. Коли прилітає птаха та цікавиться хто їх прикрив від дощу, пташенята вказують на Котигорошка. Птаха обіцяє виконати за це його бажання, а той бажає вилетіти на поверхню. В політ птаха наказує взяти шість кадовбів м'яса і води, щоби годувати її. М'яса не вистачає, тож Котигорошко відрізає свою литку і дає птасі. Дізнавшись що їй дав Котигорошко, птаха відригує литку та приносить живої води. Покроплена водою, литка приростає на своє місце.
Вибравшись із ями, Котигорошко розшукує Вернигору, Вернидуба та Крутивуса в батька царівни. Він карає товаришів і одружується з царівною.

### Різновиди
- В деяких українських оповідях казки, дідок не лише вішає вартових на цвяшок, а й вирізає зі шкіри на спині кожного ремінь; птаха описується то як мати, то як батько пташенят, переважно це гриф; Котигорошко вибачає товаришів-зрадників.
- У білоруському переказі казки, двоє братів ідуть до Змія (Смока) почергово. Змій хвалиться власним багатством і дає їм завдання розрубати колоду без сокири та спалити її без вогню. Коли ті не виконують завдання, вбиває їх. Котигорошко голіруч ламає колоду й роздмухує її на тирсу, таким чином проходячи випробування, і вбиває Змія. Після цього він ловить вороненя і вимагає від ворони принести натомість цілющої та живої води. Покропивши тіла братів водою, він оживлює їх і ті визнають його за свого брата, після чого спалюють Змієвий палац і повертаються із сестрою додому.
- У російській видозміні казки, замість Змія присутній чорт. Котигорошко отримує не булаву, а меч. Після цього він зустрічає Вернигору, Вернидуба й Крутивуса. Дідок виявляється братом чорта, в якого Котигорошко визволяє царівну. Після цього герой з допомогою ворони вибирається з ями та перемагає чорта. Він визволяє її та братів і забравши в товаришів-зрадників царівну, одружується з нею.

## Тлумачення змісту казки

Пам'ятник Котигорошку, Київ, вул. Грушевського

Подія визволення братів зі Змієвого полону, на думку етнологів, відображає визволення від іноземного гніту. Мотив викрадення нареченої вважається віддзеркаленням первісних звичаїв переведення її з роду батьків до свого. Водночас хлопець може знайти собі наречену в іншому роді, куди він передавався на виховання. Боротьба з охоронцями нареченої є алегорією магічної боротьби з тотемом роду. Також у цьому вбачається первісний обряд убивства царя (чи особи, котра його уособлює), необхідного для одруження з його дочкою та успадкування престолу.
Українська фольклористка Лідія Дунаєвська зауважувала, що казка «Котигорошко» зображає ініціацію героя, причому у незвичайний спосіб. Зазвичай дідок, який уособлює предка, повинен допомогти героєві за прояв доброти. Але тут це відбувається наприкінці, коли Котигорошко жертвує литку птахові. Котигорошко має риси богатиря, яких набуває після бою зі Змієм, що відбувається у перехідному просторі (де є невизначеність). Подолавши Змія, герой позбувається невпевненості в своїй долі та покидає буденний світ для подальших подвигів, на відміну від своїх братів, які зі Змієм не борються.
На думку Віктора Давидюка, Котигорошко належить до того ж ряду казкових героїв, що й Іван-мужичий син і Іван-Побиван. Їх об'єднує набуття невразливості після удару суперника. Віктор Давидюк тлумачив це як використання мудрості для протидії фізичній силі. Герой знає, що змієвий удар зробить героя сильнішим. Котигорошко зумисне дозволяє завдати йому першого удару, щоб вийти за межі звичайного часу й простору, стати вічним і безсмертним. Подібно, слабкість друзів перед дідком і їхня зрада, слугує засторогою для самого Котигорошка.

## Образ у культурі

### Мультфільми
- 1970 — «Котигорошко» (Київнаукфільм). Режисер: Борис Храневич. Художник-постановник: Юрій Скирда.
- 2008 — «Чарівний горох» (Укранімафільм). Режисер: Руденко-Шведова Ярослава Юріївна. Художник-постановник: Едуард Кірич.
- 2013 — «Пригоди Котигорошка та його друзів» (Укранімафільм). Режисер: Руденко-Шведова Ярослава Юріївна. Художник-постановник: Едуард Кірич.

### П'єси
- П'єса Анатолія Шияна[9]

### Повісті
- У повісті Всеволода Нестайка «В Країні Сонячних Зайчиків» один з мешканців Палацу Чарівних Казок, котрий під час вивільнення негативних персонажів Паном Мороком боровся зі зміями.

## Інше
- Котигорошко — українське прізвище.
- Іван Котигорошко — герой оповідання Михайла Коцюбинського «Дорогою ціною».
- Фантастичний роман Василя Кожелянка «Котигорошко» (2000 р.). Головний герой — Вишнеслав Котигорошко.
- Назва дитячих конкурсів: з української мови і літератури в Полтавській області[10]; і з цивільної оборони в Харківській області[11].
- Перша українська народна казка для iPad. Інтерактивна дитяча книга «Котигорошко», видавництва KievSeaPirates[12].